# Newark (Delaware)
|  | Dieser Artikel wurde aufgrund von inhaltlichen Mängeln auf der Qualitätssicherungsseite des Projektes USA eingetragen. Hilf mit, die Qualität dieses Artikels auf ein akzeptables Niveau zu bringen, und beteilige dich an der Diskussion! Eine nähere Beschreibung der zu behebenden Mängel fehlt. |

Newark [ˈnuːɚk] (auch New Worke) ist eine Stadt im US-Bundesstaat Delaware, Vereinigte Staaten. Das U.S. Census Bureau hat bei der Volkszählung 2020 eine Einwohnerzahl von 30.601 ermittelt.
Sie liegt 15 km westlich von Wilmington (Delaware). Newark beheimatet die University of Delaware, die größte Universität des Staates Delaware.

## Wirtschaft
Neben Großunternehmen wie DuPont und W. L. Gore & Associates existierte bis Ende 2008 ein Chrysler-Fahrzeugwerk, die Newark Assembly plant, in der zum Beispiel die beliebten Dodge Durango SUVs hergestellt wurden. Dieses wurde im Rahmen der Umstrukturierungsmaßnahmen bei Chrysler Ende 2008 geschlossen, wobei zuletzt 1100 Stellen verloren gingen.

## Sport
Von 2013 bis 2018 war Newark Sitz der Basketballmannschaft Delaware 87ers (2013–2018) in der NBA G-League.

## Söhne und Töchter der Stadt
- Valarie Allman (* 1995), Diskuswerferin
- Tarzan Cooper (1907–1980), Basketballspieler
- Harry Coover (1917–2011), Erfinder
- Donte DiVincenzo (* 1997), Basketballspieler
- Anthony Fontana (* 1999), Fußballspieler
- Erin Gemmell (* 2004), Schwimmerin
- Jernail Hayes (* 1988), Leichtathletin
- Richard Howell (1754–1802), Politiker
- Jack A. Markell (* 1960), Politiker
- Bilal Nichols (* 1996), American-Football-Spieler
- John W. O’Daniel (1894–1975), Generalleutnant der US Army
- Dave Sheridan (* 1969), Schauspieler
- Mitglieder der Band Boysetsfire & The Casting Out